# Султанов, Иман Омарович
Иман Омарович Султанов (род. 5 декабря 1993, Махачкала) — российский дзюдоист, бронзовый призёр чемпионатов России, мастер спорта России. Выступает в полулёгкой весовой категории (до 66 кг). Его наставниками были Ш. Ш. Алиев и В. А. Пегов. Представляет клуб «Динамо» (Махачкала). Родился и живёт в Махачкале. 2 марта 2023 года стал бронзовым призёром чемпионата России по самбо в Перми.

## Спортивные результаты
- Чемпионат России по дзюдо 2014 — ;
- Чемпионат России по дзюдо 2021 — ;
- Чемпионат России по самбо 2023 — ;